# Говард Кендалл
Говард Кендалл (англ. Howard Kendall; 22 травня 1946, Райтон, Тайн-енд-Вір — 17 жовтня 2015) — англійський футболіст, що грав на позиції півзахисника. По завершенні ігрової кар'єри — тренер. Виступав, зокрема, за клуб «Евертон».
Чемпіон Англії. Володар Суперкубка Англії з футболу. Дворазовий чемпіон Англії (як тренер). Володар кубка Англії (як тренер). Триразовий володар Суперкубка Англії з футболу (як тренер). Володар Кубка Кубків УЄФА (як тренер).

## Ігрова кар'єра
Народився 22 травня 1946 року в місті Райтон, Тайн-енд-Вір. Вихованець футбольної школи клубу «Престон Норт-Енд». Дорослу футбольну кар'єру розпочав 1963 року в основній команді того ж клубу, в якій провів чотири сезони, взявши участь у 104 матчах чемпіонату.
Своєю грою за цю команду привернув увагу представників тренерського штабу клубу «Евертон», до складу якого приєднався 1967 року. Відіграв за клуб з Ліверпуля наступні сім сезонів своєї ігрової кар'єри. Більшість часу, проведеного у складі «Евертона», був основним гравцем команди. За цей час виборов титул чемпіона Англії, ставав володарем Суперкубка Англії з футболу.
Згодом з 1974 по 1981 рік грав у складі команд клубів «Бірмінгем Сіті», «Сток Сіті» та «Блекберн Роверз» (в останньому клубі вже був граючим тренером).
Завершив професійну ігрову кар'єру у клубі «Евертон», команду якого почав тренувати 1981 і того року встиг декілька разів вийти на поле як гравець.

## Кар'єра тренера
Розпочав тренерську кар'єру, ще продовжуючи грати на полі, 1979 року, очоливши тренерський штаб клубу «Блекберн Роверз».
Надалі очолював команди клубів «Евертон», «Атлетік (Більбао)», «Манчестер Сіті», «Ноттс Каунті» та «Шеффілд Юнайтед».
Наразі останнім місцем тренерської роботи був клуб «Етнікос» (Пірей), команду якого Говард Кендалл очолював як головний тренер до 1999 року.

## Титули та досягнення

### Як гравця
- Чемпіон Англії (1):

«Евертон»: 1969-70
- Володар Суперкубка Англії з футболу (1):

«Евертон»: 1970
Збірні
- Чемпіон Європи (U-18): 1964

### Як тренера
- Чемпіон Англії (2):

«Евертон»: 1984-85, 1986-87
- Володар Кубка Англії (1):

«Евертон»: 1983-84
- Володар Суперкубка Англії з футболу (3):

«Евертон»: 1984, 1985, 1986
- Володар Кубка Кубків УЄФА (1):

«Евертон»: 1984-85